# Himmelsberget

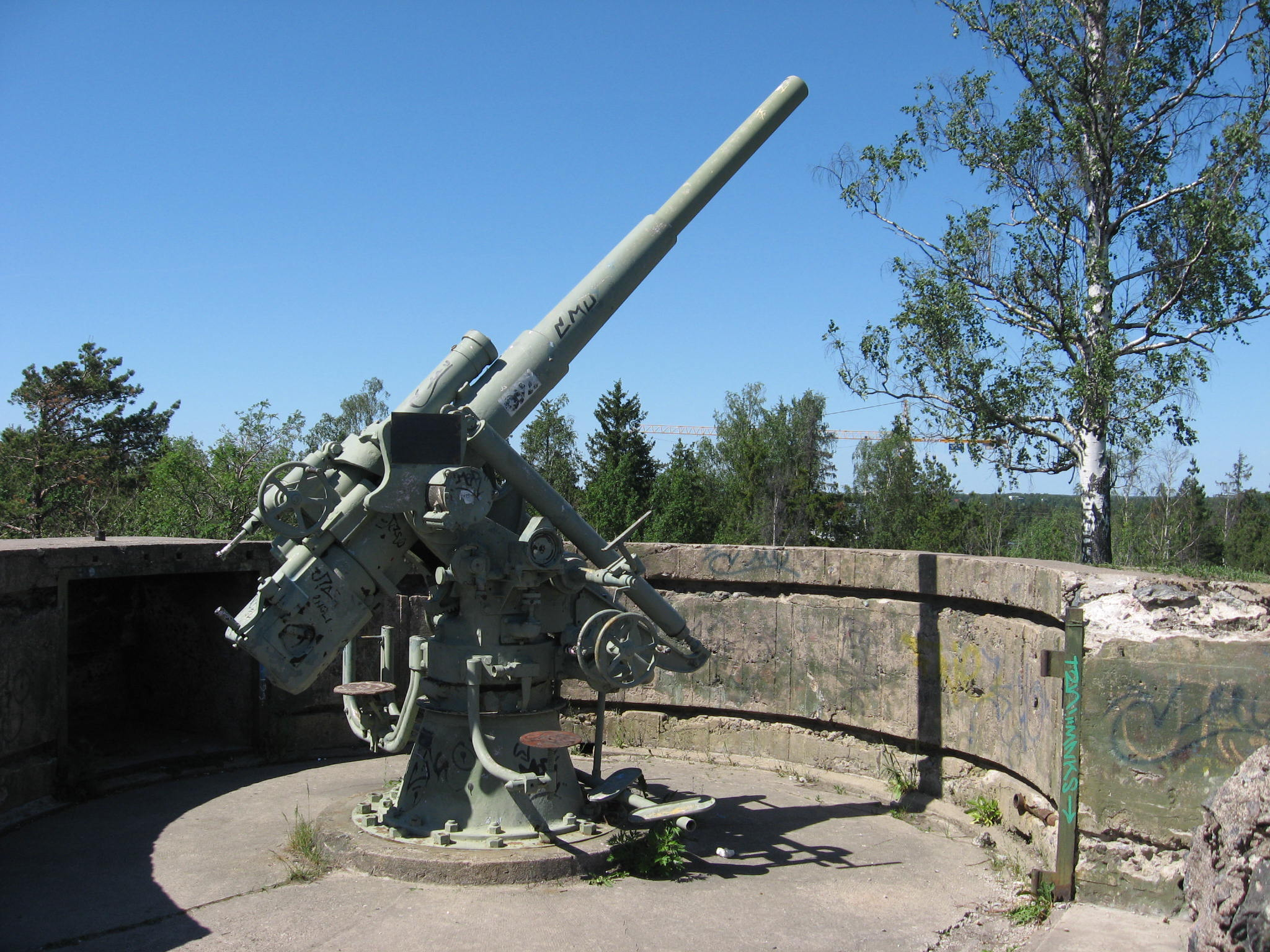
En Bofors 76-luftvärnskanon på Himmelsberget.

Himmelsberget (finska Taivaskallio) är ett park- och bosättningsområde i Kottby i Helsingfors stad. Området består till stor del av en hög kulle (närmare 60 meter hög), och det var Helsingfors högsta punkt tills de konstgjorda kullarna i Malmgård och Svedängen kom till. Under åren 1939-44 fungerade det tunga luftvärnsbatteriet "Taivas" på kullen, och till minne av det finns det fortfarande ett antal gamla luftvärnspositioner samt en förseglad luftvärnskanon (en svensk 76 millimeters Bofors) kvar. 